# Дания на летних Олимпийских играх 1932
Дания принимала участие в Летних Олимпийских играх 1932 года в Лос-Анджелесе (США) в восьмой раз за свою историю, и завоевала три серебряные и три бронзовых медали.

## Серебро
- Тяжёлая атлетика, мужчины — Свенд Ольсен.
- Греко-римская борьба, мужчины — Абрахам Курланд.
- Велоспорт, мужчины — Хенри Хансен, Лео Нильсен, Фроде Сёренсен.

## Бронза
- Плавание, женщины, 200 метров, брасс — Эльсе Якобсен.
- Велоспорт, мужчины — Харальд Кристенсен и Вилли Гервин.
- Бокс, мужчины — Петер Йоргинсер.